# Kim Čong-il
Kim Čong-il (v anglickém přepisu Kim Jong-il, rusky Ким Чен Ир, Kim Čen Ir, korejsky 김정일; 16. února 1941, Vjatskoje poblíž Chabarovsku /sovětské prameny/ nebo 16. února 1942, Pektusan, Korea /severokorejské prameny/ – 17. prosince 2011, Severní Korea) byl severokorejský politik, zastánce učení čučche, a od roku 1994 de facto vůdce Korejské lidově demokratické republiky. Během svého pobytu v SSSR používal jméno Jurij Irsenovič Kim. Zemřel na rozsáhlý srdeční infarkt.

## Život

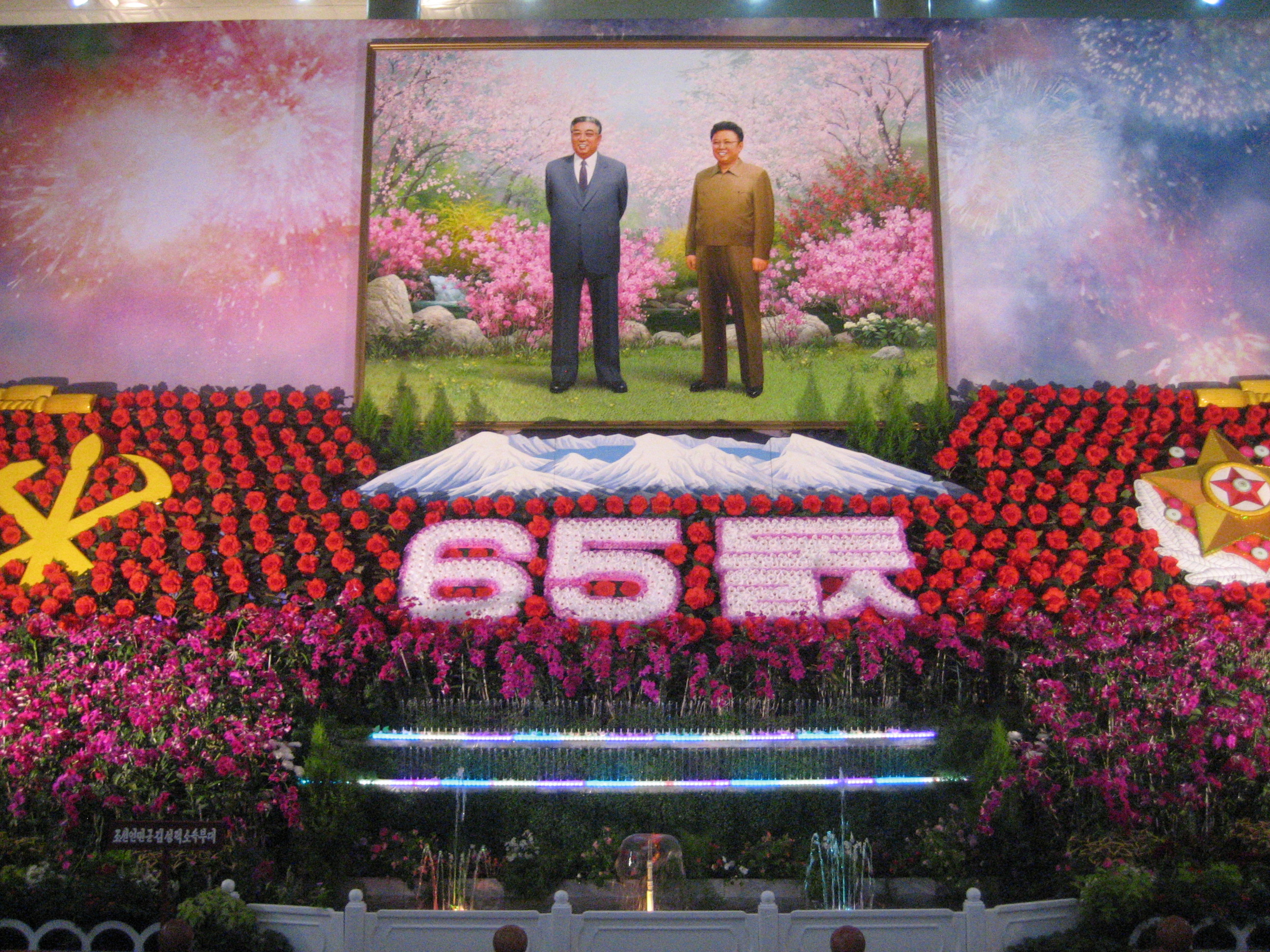
Propaganda s květinami Kimilsungia a Kimjongilia

Vzhledem k silné propagandě existují mnohé rozdíly v oficiálních líčeních jeho života, která se různí podle doby vzniku, a tím, co je známo z dochovaných záznamů a dokumentů.
Podle severokorejských pramenů se narodil 16. února 1942 na hoře Pektusan, která je jako nejvyšší hora v pohraniční Mandžuska a Korejského poloostrova odpradávna opředena řadou legend a bájí. Oficiální životopis uvádí, že jeho narození bylo ohlášeno zpěvem vlaštovek, rozkvetly květiny, nad horou se vytvořila dvojitá duha a na obloze se zjevila hvězda na znamení narození budoucího vůdce.
Sovětské zdroje naopak uvádějí, že se narodil 16. února 1941 v ruském vojenském táboře blízko sibiřské vesničky Vjatskoje poblíž Chabarovsku, kde jeho otec velel 1. praporu 88. brigády Sovětské armády nebo v táboře Vorošilov poblíž města Ussurijsk..
Po 2. světové válce se jeho rodina přestěhovala do Pchjongjangu. V době korejské války žil v Sovětském svazu, kam byl otcem poslán do bezpečí. Dva roky studoval na škole pro piloty v NDR a v roce 1964 absolvoval Kim Ir-senovu univerzitu. Podle svých slov též studoval angličtinu na Maltě.
Od roku 1964 zastával několik méně významných funkcí v Korejské straně práce (původně pracoval v oddělení propagandy, rozhodoval např. o podobě filmů a divadelních her) a později se stal osobním tajemníkem svého otce. V letech 1967–1969 se začal zajímat o armádu, kde pomohl k vyškrtnutí některých velitelů z komunistické strany. V roce 1973 byl jmenován tajemníkem strany pro oblast organizace a politické agitace. V roce 1980 jej Kim Ir-sen představil jako svého nástupce. V roce 1991 se stal nejvyšším velitelem Korejské lidové armády. Po úmrtí Kim Ir-sena v roce 1994 se stal vůdcem Severní Koreje.

## Zdravotní stav a smrt

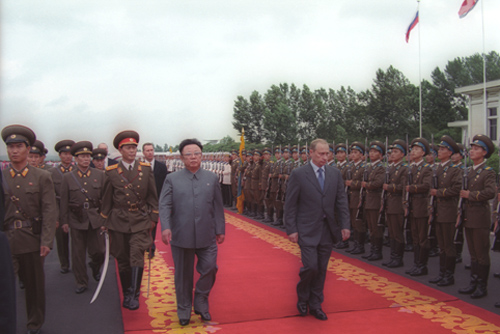
Kim Čong-il s Vladimírem Putinem v roce 2000

V posledních letech sedmdesátník Kim Čong-il zjevně trpěl zdravotními neduhy. Hodně se o jeho zdraví psalo od září 2008, kdy se nezúčastnil oslav výročí založení KLDR. Podle jihokorejských tajných služeb Kim trpěl chronickými srdečními potížemi a cukrovkou, podle jiných prodělal infarkt. Vedly se i spekulace, že v květnu 2008 zemřel. Naposledy byl viděn v květnu 2010 během návštěvy spřátelené Čínské lidové republiky. Dne 19. prosince 2011 severokorejská státní televize oznámila, že zemřel v důsledku infarktu ve svém vůdcovském vlaku. Po jeho smrti se vynořily další informace, prý se při prohlídce sto metrů vysoké a 555 metrů dlouhé přehradní zdi u města Huičchonu postavené na řece Čchongčchon tak rozčílil nad jejími nedostatky, že mu selhalo srdce.
Po jeho smrti byl v KLDR vyhlášen státní smutek do 29. prosince 2011.

## Osobní život
Kim Čong-il měl jednu oficiální manželku a více milenek, je otcem minimálně tří synů a dvou dcer.
První partnerkou, se kterou měl syna Kim Čong-nama (김정남), byla herečka Sung He-rim, pocházející ze statkářské třídy, kvůli čemuž byl vztah držen v tajnosti. Jeho manželkou se pak stala Kim Jung-suk, dcera vysoce postaveného generála, která mu porodila dceru Kim Sul-song (Kim Seol-song, 1974). Ta se však nikdy neobjevila na veřejnosti ani nebyla publikována žádná její fotografie. Jeho družkou pak byla v Japonsku narozená tanečnice Ko Jong-hui, která se stala matkou synů Kim Čong-čchola (김정철) a budoucího nového vůdce Kim Čong-una (김정운). a dcery Kim Jo-čong.
Od roku 2004 Kim Čong-ila při státních návštěvách doprovázela Kim Ok. Ačkoliv ji v zahraničí titulovali jako první dámu, Kimovou manželkou se nikdy nestala.
O jeho soukromém životě se ví mnohé díky řadě publikací pocházejících od jeho kuchařů, osobních strážců a dalších znalců jeho intimit. Na rozdíl od ostatních obyvatel Severní Koreje měl dobrý přehled o dění ve světě, uměl si až do své nemoci náruživě „užívat života“. Z dob jeho působení v oboru propagandy a kontaktu s kulturní elitou země byl znám jako bohém, milující dobré pití a sexuální hrátky a například Madeleine Albrightová, která s ním v 90. letech vyjednávala, o něm říká, že určitý šarm jej od té doby neopustil. Kim Čong-il se též nechal slyšet, že velmi rád surfuje na internetu, což měla většina obyvatel jeho země zapovězeno.

## Tituly a funkce
Jeho nejvýznamnější funkcí v současném systému byl předseda Výboru národní obrany Korejské lidově demokratické republiky, byl rovněž nejvyšším velitelem Korejské lidové armády (čtvrté největší na světě – velení převzal 25. prosince 1991) a generálním tajemníkem Ústředního výboru Korejské strany práce (ÚV KSP). V těchto funkcích nahradil zakladatele KLDR a „věčného prezidenta“, svého otce Kim Ir-sena, který zemřel v roce 1994 na selhání srdce. V hierarchii Korejské strany práce začal stoupat od poloviny 60. let, kde nejprve působil v oddělení agitace a propagandy. Po nejasné situaci v severokorejském vedení mezi lety 1994 a 1997 byl jeho status vůdce severokorejského režimu potvrzen na podzim roku 1997, kdy se stal jak předsedou Výboru národní obrany KLDR, tak generálním tajemníkem ÚV KSP. Oficiální hlavou státu však nebyl, tou je podle severokorejské ústavy předseda Prezidia Nejvyššího lidového shromáždění. Funkci zastává Kim Jŏng-nam, který také obvykle zemi reprezentuje v zahraničí.
Kim Čong-il je v Severní Koreji nazýván také „inteligentní vůdce“ či „drahý vůdce“ (činähan čidodža).